# 官物
官物（かんもつ）とは、律令制において租庸調以下、租税として朝廷及び令制国に納入された貢納物のこと。租のみを限定して指す場合もある。律令制が崩壊した平安時代中期以後においては、公田などの公領からの貢納物を指した。和訓は「おほやけもの」。

## 概要
本来は地税である田租を指して官物と呼んだと考えられているが、律令制以後には租庸調をはじめとする貢納物や出挙・正税などのその運用・集積物を含めて「官物」と呼ばれるようになった。こうした官物の代表物として年料舂米・年料租舂米・年料別納租穀・年料別貢雑物・年料雑器・交易雑物・雑器などがあげられる。
租庸調制の崩壊に伴って、人頭税的な庸・調は徴収されなくなり、代わって田租と地子米からなる地税的な官物と人頭税的な名残を残した雑役（及びその一種である臨時雑役）に収斂していくことになる。更に雑役も次第に地税化していくことになる。ただし、10世紀においてはまだ官物の徴収基準がそれぞれの令制国の国例に定められて稲穀（官稲（かんとう））や米（官米（かんまい））、絹、布などの形で徴収されていたが、実際にはそれぞれの国司によって定められていた。だが、そのために国例に定められた賦課を上回る官物が徴収されることになる。これを官物加徴（かんもつかちょう）と呼び、それによって徴収された米を加徴米（かちょうまい）と呼んだ。だが、加徴を巡って国司と現地の農民との対立が激化するようになり、11世紀中期には一定の基準（官物率法）に従って官物・雑物が徴収されるようになり、それ以外の臨時の賦課を臨時雑物と呼ぶようになった。
12世紀に入ると既存の官物率法に代わって、国衙領の公田のみならず、荘園の年貢に対しても一国平均役・御家人役などの形で公租が賦課されるようになり、これらの賦課による貢納物に対しても官物という言葉が用いられるようになり、南北朝時代の頃までこの呼称が用いられた。